# 電気ストーブ

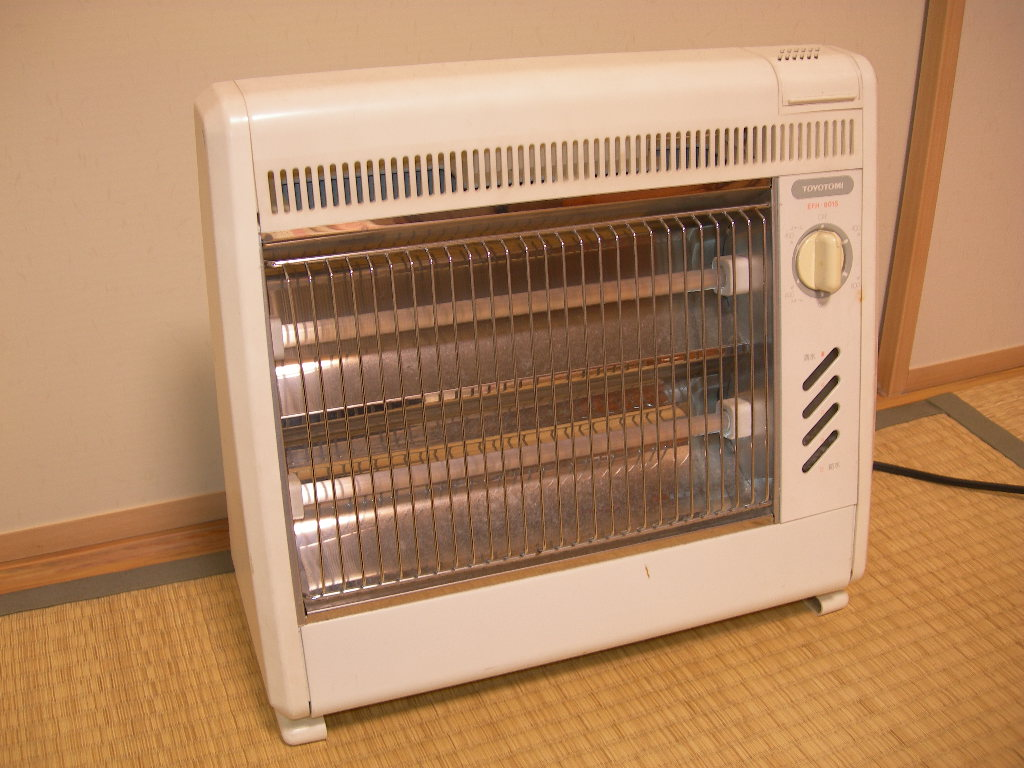
電気ストーブ

電気ストーブ（でんきストーブ）または電気ヒーター（でんきヒーター）とは、ジュール熱を暖房に利用する家電機器である。他の燃焼式ストーブと同様に使われる。

## 概要
ジュール熱によって発熱体を温める。周囲の空気にその熱を伝えて温風として送るか、または対象に向けて赤外線を照射することで暖める。
灯油やガスなどの燃料を用いる暖房器具とは異なり、燃焼を伴わないので、有毒ガスが発生せず、一酸化炭素中毒の危険性は低い。構造が簡単であるため小型化が可能である。しかし得られる熱量は入力された電力量を超えることがなく、燃料の燃焼熱を直接利用する暖房器具や、同じ電気式でもヒートポンプを利用した暖房器具と比べて、エネルギーコストは大きい。

### 火災などの危険と対策
電気ストーブ自体は燃焼を利用する構造ではないが、室内干しの洗濯物が落ちるなどして可燃物が発熱体に近づき、その温度が発火点を超すと火災の原因となるほか、卓上ガスコンロ用ボンベやスプレー缶の破裂を引き起こすことがある。地震などによる転倒を感知するスイッチが装備されている機種では、倒れると通電を止めて火災を防ぐ仕組みになっている。
低温火傷を含む火傷をしないように注意することも必要である。

## 種類

### 熱伝導方式による分類

#### 輻射式
輻射熱を利用したもの。ヒーターを高温にすることにより、大半のエネルギーを赤外線として放射させる方式である。ヒーター部分は、コイル状のニクロム線を石英ガラスのパイプに通した構造のものが安価であり、多く使われている。赤外線は温風と異なり、器具と加熱対象の間に横風などの気流があっても関係なく温めることができる。このため、ドアを開けっ放しにしている店舗のような風が吹きこむ環境でも良く暖まる。ヒーターの背後に反射板を設け、輻射熱を前面に反射させる構造が一般的である。
以上の特徴から台所、勉強部屋、店舗のレジの近くなど局所暖房としての利用が多い。

#### 温風式
ヘアドライヤーのようにファンによってヒーターに空気を流して温め、できた温風を吹き出させる方式である。まずヒーターが十分に暖まるのに時間を要することから、輻射式のように起動直後から暖かさを感じることはできない。また風量や通の構造によっては騒音が気になる場合もあるが小型化できる利点があるため、狭い所で使われることが多い。
かつては石英管ヒーターを使って輻射式と温風式を併用する方式の電気ファンヒーターが各社から発売されたが、ヒートポンプ暖房付エアコンの普及とともに販売が縮小されている。

#### 対流式
熱伝導によって空気を温めて自然対流を起こさせることにより、部屋全体を温める方式である。空気と接触する面積を大きくする必要があるため、キャスターが付いた大型なものが多い。温まった空気は軽くなって部屋の上部にたまるために部屋の下部はなかなか暖かくならず、また部屋全体を温めるには長時間稼働させる必要があるので電気の使用量が増える欠点がある。1.5 kW以下の機種が多く石油ストーブやエアコンと比較すると発熱量が少ないため、寒冷地などでは部屋が十分暖かくならない場合もある。電気代を気にせず、暖房性能が部屋に見合うならば穏やかな室温変化が快適とされる。

### 発熱体による分類

#### 石英管ニクロム線ヒーター
石英管で皮膜されたニクロム線を用いるもの。

#### カーボンヒーター
不活性ガスに封入された炭素繊維（カーボン）を用いるもの。グラファイト(グラフェン)を用いたものは特にグラファイトヒーターとして売られている。
放射スペクトルに遠赤外線を多く含む。この領域の波長は水の吸収スペクトルのピーク（3 μm付近）とオーバーラップするため、含水率の高い物体（人体など）を効率よく加熱できる。

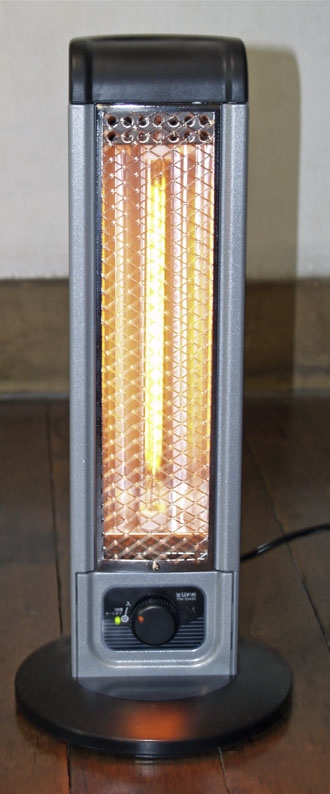
カーボンヒーター

#### ハロゲンヒーター
ハロゲンランプを用いるもの。

#### オイルヒーター
難燃性の油を用いるもの。